# Fritt fall (album av Kornet)
Fritt fall är den svenska proggruppen Kornets andra studioalbum, utgivet på skivbolaget Manifest 1977. Skivan var deras sista för bolaget.

## Låtlista
A
| Nr | Titel           | Musik           | Längd |
| -- | --------------- | --------------- | ----- |
| 1. | Lyrisk olåt     | Örjan Fahlström | 3:54  |
| 2. | Sista skriket   | Stefan Nilsson  | 9:27  |
| 3. | Bilder om våren | Stefan Nilsson  | 7:06  |

B
| Nr | Titel        | Musik          | Längd |
| -- | ------------ | -------------- | ----- |
| 4. | Plåtniklas   | Stefan Nilsson | 5:05  |
| 5. | Skotten John | Stefan Nilsson | 5:57  |
| 6. | Darjantan    | Stefan Nilsson | 6:33  |

## Medverkande
- Stefan Björklund – gitarr
- Ed Epstein – sopransax
- Sten Forsman – bas
- Sabu Martinez – congas
- Stefan Nilsson – elpiano, minimoog
- Åke Sundqvist – trummor, slagverk

### Fotnoter
1. ↑  ”Fritt fall”. Discogs.com. http://www.discogs.com/Kornet-Fritt-Fall/release/1186592. Läst 5 januari 2013.